# Christiane Amanpour
Christiane Amanpour (en persan : کریستیان امانپور), née le 12 janvier 1958 à Londres, est une journaliste de nationalité britannico-iranienne exerçant aux États-Unis. Elle est la correspondante internationale en chef de CNN de 1992 à 2010, poste qu'elle retrouve en 2012 tout comme son émission quotidienne Amanpour, après avoir présenté l'émission This Week sur ABC de 2010 à 2011. Elle est également présentatrice de la politique internationale sur ABC News depuis 2010.
Christiane Amanpour compte parmi les journalistes les plus reconnus et récompensés de la télévision américaine. 

## Biographie

### Enfance et formation
Christiane Amanpour est la fille de Mohammad Amanpour, président d'une compagnie aérienne iranienne, et de sa femme britannique, Patricia. Du côté maternel, elle vient « d'une famille francophone et très francophile », sa mère étant née en France en 1933 avant que sa famille ne retourne en Angleterre.
Son oncle, Nasrollah Amanpour, est le beau-frère du général Nader Djahanbani et à partir de 1971 de la princesse Shahnaz Pahlavi. Sous le régime du dernier chah d'Iran, les Amanpour mènent une vie privilégiée. À 11 ans, Christiane Amanpour repart pour l'Angleterre lorsqu'elle a terminé ses études primaires pour étudier à l'école Holy Cross Convent, dans le Buckinghamshire, en Angleterre, puis à New Hall School, prestigieuse école catholique pour filles. Sa famille doit quitter l'Iran après la révolution islamique de 1979. Elle part ensuite pour les États-Unis y étudier le journalisme à l'université de Rhode Island.

### Carrière
Après son diplôme, elle travaille pour la filiale de NBC, WJAR, à Providence, dans le Rhode Island.
En 1983, elle est engagée par la chaîne d'information en continu CNN à Atlanta comme assistante. En 1986, avec le début de la chute du communisme, elle est envoyée en Europe de l'Est. Remarquée par ses supérieurs, elle est promue, en 1989, correspondante de CNN à Francfort (Allemagne de l'Ouest), où elle couvre la vague de démocratisation submergeant alors l'Europe de l'Est. Mais c'est sa couverture de la guerre du Golfe, faisant suite à l'occupation par l'Irak du Koweït en 1990, qui la rend célèbre. Depuis, elle a couvert la guerre de Bosnie-Herzégovine et de nombreuses autres régions en conflit.
En 1992, elle devient correspondante internationale en chef de CNN. De 1996 à 2005, elle contribue de façon indépendante au magazine télévisé 60 Minutes de CBS et, de 2009 à 2010, elle présente son émission quotidienne Amanpour, où elle interviewe des personnalités.
En avril 2010, elle quitte CNN et annonce qu'elle sera la nouvelle présentatrice de l'émission This Week d'ABC, à partir d'août 2010. Elle participera également à d'autres programmes d'ABC News.
Le 13 décembre 2011, la chaîne ABC News annonce que Christiane Amanpour quitte ses fonctions de présentatrice du magazine This Week pour un retour à ses origines sur CNN International, qu'elle réintègre dès le 8 janvier 2012 en tant que présentatrice et responsable des correspondants internationaux ; elle reste néanmoins rattachée à la chaîne ABC News en tant qu'éditorialiste. Au printemps 2012, CNN annonce le retour de l'émission Amanpour à partir du 16 avril 2012, à la suite du retour de la journaliste sur leur antenne.
Elle est devenue l'un des correspondants les mieux payés (et peut-être la mieux payée) au monde, notamment grâce à sa volonté de voyager et travailler dans les endroits les plus dangereux du globe. Elle parle couramment anglais, persan (sa langue maternelle) et français. Le magazine Forbes l'a nommée en 2006, 79e femme la plus influente du monde. En 2007, elle est classée 74e, et 91e en 2008.
En 2018, elle préside le jury du prix Bayeux Calvados-Normandie des correspondants de guerre.
Le 22 septembre 2022, en marge de la soixante-dix-septième session de l'Assemblée générale des Nations unies, elle refuse de porter le voile pour interviewer le Président Iranien, Ebrahim Raïssi, ce qui déclenche l'annulation de l'interview.

### Vie privée
En 1998, elle épouse James Rubin, à l'époque porte-parole du département d'État des États-Unis. Un fils, Darius, naît de leur union en 2000. Elle a notamment partagé la vie du reporter et écrivain français Paul Marchand, durant une partie du siège de Sarajevo au début des années 1990.
Lizzy Amanpour, sa sœur, est productrice pour la chaîne de télévision britannique Channel 4.

## Récompenses
Elle est deux fois lauréate, en 1993 et en 1996, du prix George Polk pour un reportage télévisé.
- Commandeur de l'ordre de l'Empire britannique

## Culture populaire
Christiane Amanpour aurait été la source d'inspiration pour le personnage de correspondante de guerre joué par Nora Dunn dans le film américain Les Rois du désert (1999).
En 2007, elle apparait dans son propre rôle dans le dernier épisode de la série Gilmore Girls (saison 7, épisode 22). En effet, l'héroïne Rory Gilmore rêve de devenir Christiane Amanpour et le dit dans le deuxième épisode de la série. 
En 2010, elle apparait dans son propre rôle dans le film Iron Man 2.